# Rakeysh Omprakash Mehra
Rakeysh Omprakash Mehra, né le 7 juillet 1963 à New Delhi (Inde), est un réalisateur et scénariste indien. Il connaît le succès populaire et critique dès son deuxième film, Rang De Basanti, œuvre innovante et atypique dans la forme et dans l'esprit.

## Biographie
Rakeysh Omprakash Mehra est né dans une famille punjabie. Il fait ses études au  Sri Ram College of Commerce de l'Université de New Delhi où il obtient un diplôme en 1983. Il exerce ensuite différents "petits boulots" (vente au porte à porte, fabricant de vêtements) avant de se lancer dans la réalisation.
Rakeysh Omprakash Mehra se marie avec P. S. Bharathi le 17 avril 1992 ; ils ont deux enfants.

## Carrière
Rakeysh Omprakash Mehra s'installe à Bombay en 1987 où il fonde  Flicks Motion Picture Company Private Ltd et réalise quelque 250 spots publicitaires, domaine dans lequel il acquiert une certaine renommée, travaillant pour de grandes marques telles que Pepsi, Reliance, Dabur, Toyota et ICICI où avec des stars comme Amitabh Bachchan dont il dirige le premier film publicitaire. Pour la coopérative laitière Amul, géant indien de l'agroalimentaire, il tourne également un documentaire, Mamuli Ram, qui est plusieurs fois primé.
Il retrouve Amitabh Bachchan dans son premier long-métrage, Aks (2001), un thriller fantastique. Le film est un échec commercial mais, si les critiques notent la faiblesse du scénario, ils remarquent également la qualité de sa réalisation.
Après avoir créé une nouvelle société de production, ROMP, en 2006 il réalise, écrit et produit Rang De Basanti avec Aamir Khan entouré d'une brochette de jeunes talents, Siddharth Suryanarayan, Alice Patten, Soha Ali Khan, Kunal Kapoor, Atul Kulkarni et Sharman Joshi. À travers la découverte de l'histoire de Bhagat Singh, héros de la lutte anti-coloniale, un groupe de jeunes étudiants insouciants prend conscience de la nécessité pour chacun de lutter contre la corruption des hommes politiques pour améliorer le sort de tous. Le film est un succès commercial et critique considérable ainsi qu'un véritable phénomène social : des mouvements de protestations, tel celui contre l'acquittement du meurtrier de Jessica Lall, reproduisent certaines scènes du film.
Trois ans plus tard, Delhi 6, film largement autobiographique, décrit la vie chaleureuse mais aussi le fragile équilibre entre les communautés qui règne dans un quartier populaire de Delhi. Malgré une distribution de qualité, Abhishek Bachchan, Sonam Kapoor, Waheeda Rehman, Om Puri et Rishi Kapoor, le film ne rencontre pas son public et les critiques sont mitigées. Cependant il est projeté au Festival de Venise.
En 2011 Rakeysh Omprakash Mehra coréalise avec Jeff Zimbalist Bollywood, The Greatest Love Story Ever Told, un documentaire sur l'histoire du cinéma de Bollywood présenté hors compétition au Festival de Cannes 2011. Bhag Milkha Bhag relate la vie de Milkha Singh, coureur à pied indien de renommée internationale dans les années 1950 et 1960.

## Filmographie
- 2001 : Aks, réalisateur, scénariste et producteur
- 2006 : Rang De Basanti, réalisateur, scénariste et producteur
- 2006 : Delhi 6, réalisateur, scénariste et producteur
- 2011 : Teen They Bhai, producteur
- 2011 : Bollywood, The Greatest Love Story Ever Told (documentaire), réalisateur
- 2013 : Bhag Milkha Bhag, réalisateur, scénariste et producteur
- Projet : Mirziya[8]